# 別廖扎戰役 (1919年)
別廖扎戰役（英語：attle of Bereza Kartuska）是波蘭第二共和國和俄羅斯蘇維埃聯邦社會主義共和國各自武裝力量首次爆發的衝突，被一些歷史學家認為這是雙方在波蘇戰爭中第一次接觸。